# Arad megye
Arad megye (románul: Județul Arad) Románia nyugati határán van, a Partiumban. Székhelye Arad (167 238 lakos). Szomszédai északon Bihar megye, keleten Fehér megye és Hunyad megye, délen Temes megye, nyugaton a magyarországi Csongrád-Csanád vármegye és Békés vármegye. A DKMT Eurorégió része.

## Földrajz
A teljes terület 7754 km². Keleten helyezkedik el a Zarándi-hegység (az Erdélyi-középhegység része). Nyugaton a magasságok egyre csökkennek az Alföldig (román szóhasználatban a Nyugat-romániai síkságig). A megye déli részét átszeli a Maros folyó, az északi részt a Fehér-Körös.

### Éghajlat
A megye éghajlata mérsékelt kontinentális, mérsékelten hideg telekkel és viszonylag meleg nyarakkal. Az évi átlaghőmérséklet 8 °C a hegyeken és 11 °C a síkságon, januárban -3 °C és -1 °C közötti, júliusban 18 °C és 21.5 °C közötti. 1946-ban, Ménesen mérték a legnagyobb hőmérsékletet (41 °C), 1954-ben Aradon a legalacsonyabbat (-30.1 °C). A fagy nélküli napok száma évente 190-200 a síkságon, ami az egyik legmagasabb az országban. A csapadékmennyiség a hegyeken 1000 mm, a síkságon 600 mm. A legcsapadékosabb hónapok a május és a június. Télen kevés a hó. Az uralkodó szél a déli és a délnyugati, átlagos sebességük 3-3,5 m/s.

## Története
Előzménye Arad vármegye, 1920-ig a Magyar Királyság része, melynek beosztását 1950-ig néhány kivétellel követte, Trianon után hozzácsatolták Csanád vármegye romániai részét, valamint az alábbi, Romániához csatolt Temes vármegyei községeket: Angyalkút, Cseralja, Kisszentmiklós, Németság, Réthát, Szépfalu, Temeshidegkút, Temeskeresztes, Újarad, Zádorlak.
Arad vármegye 1910-es 6048 km²-ből 5778 km² került Romániához. Az 1952-es tartományi átalakítás először meghagyta Arad város székhelyi szerepkörét, de Arad tartomány 1956-os felszámolásával területét szétosztották Bánát tartomány és Kőrös tartomány között, maga Arad város rajonszékhely lett. A megye 1968-ban állt helyre, Maros balparti területtel kiegészülve, így szűnt meg a folyó (immár anakronisztikus) hódoltságkori határjellege.

## Demográfia

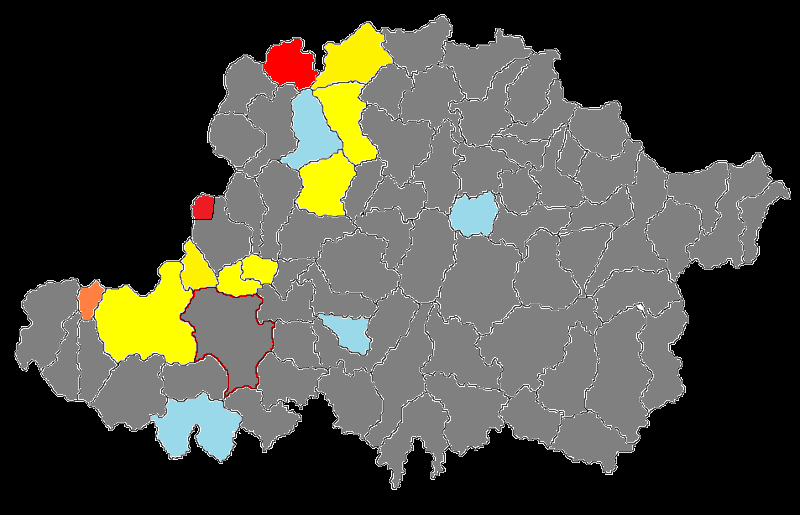
A magyar nemzetiségűek aránya Arad megyében a 2011-es népszámlálás adatai szerint.

Arad megye népességének változása (a megye mai területére számítva):

A 2000 és 2002 között 2%-kal csökkent a megye népessége, elsősorban Arad város népességének fogyása miatt. Azóta a csökkenés mérséklődött.
2000-ben 478 108-an laktak Arad megyében, a népsűrűség 62 fő/km². A román többség mellett jelentős számban élnek itt magyarok és más kisebbségek (németek, cigányok stb.).
2002-ben 461 791 lakosából 379 451 volt román, 49 291 magyar, 17 664 cigány, 5 695 szlovák, 4 852 német, 1741 ukrán, 1217 szerb, 819 bolgár, 178 zsidó és 28 197 egyéb nemzetiségű volt.
2011-ben az előzetes népszámlálásai adatok szerint 409 072 lakosa volt, ebből 343 163 fő román, 37 067 magyar, 16 546 cigány, 4444 szlovák, 2956 német, 1295 ukrán, 875 szerb, 557 bolgár, 1190 egyéb és 979 ismeretlen nemzetiségű volt.

## Közigazgatási beosztása
A legnagyobb települések a megyében (2002):
|     | Név          | Rang              | Lakosság (fő) |  |
| 1.  | Arad         | megyei jogú város | 172 824       |  |
| 2.  | Újszentanna  | város             | 11 617        |  |
| 3.  | Pécska       | város             | 11 452        |  |
| 4.  | Borosjenő    | város             | 9 312         |  |
| 5.  | Nagylak      | város             | 8 144         |  |
| 6.  | Kürtös       | város             | 8 043         |  |
| 7.  | Lippa        | város             | 7 920         |  |
| 8.  | Kisjenő      | város             | 6 556         |  |
| 9.  | Glogovác     | község            | 6 355         |  |
| 10. | Pankota      | város             | 5 804         |  |
| 11. | Borossebes   | város             | 5 343         |  |
| 12. | Zimándújfalu | község            | 4 489         |  |

A megyében 2007. július 1-jén egy municípium – Arad –, kilenc további város – Borosjenő, Borossebes, Kisjenő, Kürtös, Lippa, Nagylak, Pécska, Pankota, Újszentanna – és 68 község van, melyekhez összesen 283 település tartozik.

## Gazdaság
Temes megyével együtt Arad megye Románia legfejlettebb területei közé tartozik. A nyugati határhoz való közelsége miatt sok külföldi befektető van jelen. A fontosabb iparágak: jármű-, élelmiszer- és textilipar.

## Turizmus

### Főbb látnivalók
- Arad: **Az aradi vértanúk emlékműve
  - Az 1913-ban épült kultúrpalota
  - Az 1702-ben épült szerb ortodox templom
  - Az 1818-ban épült régi színház
  - Újarad evangélikus temploma
- Borosjenő: várkastély
- Apatelek: a Rákóczi-pincekomplexum
- Lippa: **A 18. századi ortodox katedrális
  - 17. századi török bazár
  - Missics-kastély, ma városi múzeum
  - a lippafüredi strand
  - Solymosvár romjai
- Máriaradna ferences kolostora és temploma
- Pécska:**19. században, neogótikus stílusban épített római-katolikus temploma
  - Maros-ártér Natúrpark
- Óbodrog: a 15. században alapított ortodox kolostor és templom.
- Tornya: a Mária-kápolna és a Szentkút, mely egy állítólagos Mária-jelenés helyén épült
- Pankota: városháza, eredetileg Dietrich-Sulkowski-kastély
- Ószentanna: 19. században épült római-katolikus templom
- Berzova: a Maros Szápvölgy nevű szurdokvölgye
- Buttyin: falumúzeum
- Dézna: a 19. században épült Wenckheim-kastély
- Feltót: az ország legnagyobb síkvidéki víztározója
- Glogovác: a falu melletti kurgánok
- Gurahonc: arborétum és a román hadsereg által 1939-ben itt ásott, azóta turisztikai célokra átalakított bunkerek
- Mácsa: Csernovics-kastély, valamint ennek udvarán Damjanich János és Lahner György aradi vértanúk síremléke
- Menyháza: ** fürdőtelep
  - a falu melletti cseppkőbarlangok
- Nagyhalmágy:**15. századi ortodox templom
  - móc néprajzi múzeum
- Feketegyarmat: 13. századi, ma református templom, középkori freskókkal (melyeket sajnos a történelem viharai erősen megrongáltak)
- Sofronya: Purgly-kastély
- Soborsin: klasszicista stílusú királyi kastély
- Szépfalu: a 11. században épült bencés kolostor maradványai (régészeti rezervátum)
- Világos: **a vár romjai
- Vinga: neogótikus stílusban épült római-katolikus temploma
- Zimándújfalu: vaskori földvár

## A megye neves magyar szülöttei
- Tóth Árpád (1886–1928) Aradon született költő.
- Kuncz Aladár (1886–1931) Aradon született író, szerkesztő, kritikus.
- Jávor Pál (1902–1959) aradi születésű színművész.
- Csiky Gergely (1842–1891) pankotai születésű író, műfordító, a magyar kritikai realista dráma megteremtője.
- Olosz Lajos (1891–1977) Ágyán született költő, jogász, az Erdélyi Magyar Írói Rend megalapítója.
- Gróf Klebelsberg Kuno (1875–1932) Magyarpécskán született belügy-, majd vallás- és közoktatásügyi miniszter, a magyar iskolarendszer megreformálója.